# Ewa Sałacka

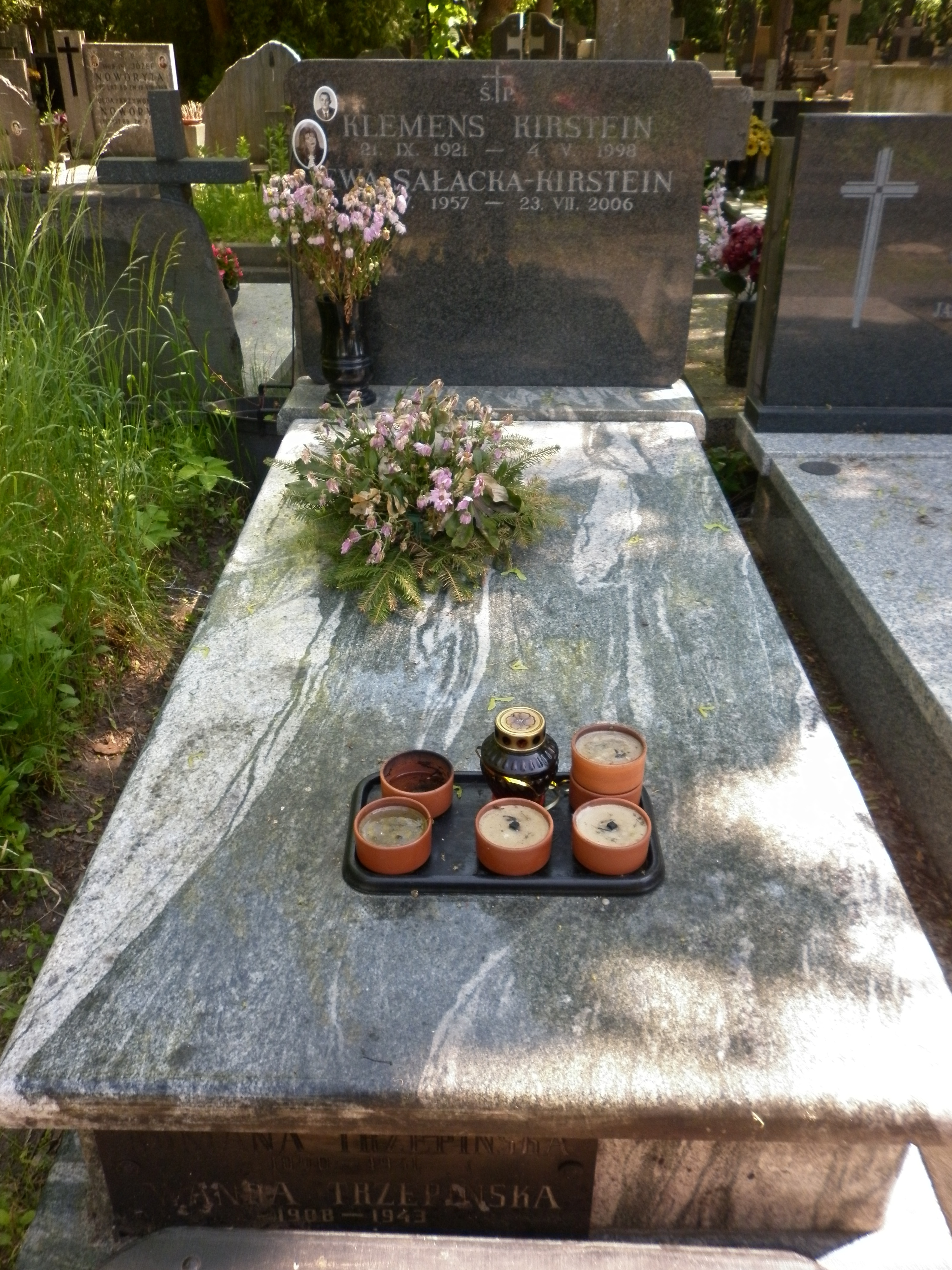
Grób Ewy Sałackiej na cmentarzu Powązkowskim w Warszawie

Ewa Sałacka-Kirstein, primo voto Krauze (ur. 3 maja 1957 w Warszawie, zm. 23 lipca 2006 w Arciechowie) – polska aktorka teatralna, filmowa i telewizyjna.

## Życiorys
Ukończyła L Liceum Ogólnokształcące im. Ruy Barbosy w Warszawie, a w 1981 r. PWSFTviT w Łodzi.
Jeszcze w czasie studiów zadebiutowała na ekranie rolą w filmie Filipa Bajona Aria dla atlety (1979). Na początku lat 80. występowała w wiedeńskim Volkstheater. W latach 1983–1984 występowała gościnnie w teatrze w Radomiu. W 1985 r. obroniła dyplom. W latach 90. skupiła się na radiowo-telewizyjnej publicystyce filmowej.

## Życie prywatne
Córka reżyserki Barbary Sałackiej (1932–2021). Jej pierwszym mężem był reżyser Krzysztof Krauze. Drugim stomatolog i chirurg szczękowy Witold Kirstein, z którym miała córkę Matyldę (ur. 31 lipca 1994).
Zmarła w następstwie wstrząsu anafilaktycznego po użądleniu przez osę w usta. Została pochowana na cmentarzu Powązkowskim (kwatera 154a-6-27).

## Filmografia
- 1981: 07 zgłoś się (odc. 14) jako prostytutka na pogrzebie Zwolińskiego
- 1983: Tragarz puchu jako Fryda
- 1984: 5 dni z życia emeryta (odc. 2) jako dziewczyna w przychodni
- 1984: Zdaniem obrony (odc. 1) jako Małgorzata Jóźwiakowa
- 1985: Och, Karol jako Katarzyna Lesiak
- 1986: Na kłopoty… Bednarski (odc. 4) jako Sonia
- 1986: Pięć kobiet na tle morza jako Grażyna Sokolnicka
- 1986: Druga strona słońca jako Anna Nawrocka
- 1986: Lustro jako dziennikarka Zosia
- 1987: Klątwa Doliny Węży jako Christine
- 1988: Pogranicze w ogniu jako Benita Altenburg
- 1989: Sztuka kochania jako Zosia
- 1990: Femina jako Wiśka
- 1993: Czterdziestolatek. 20 lat później jako projektantka mody
- 1996: Dzieci i ryby jako przyjaciółka Anny
- 1997: Ciemna strona Wenus
- 1999: Tygrysy Europy jako Elwira Kozioł
- 1999: Fuks jako pani Zosia
- 2000: Klasa na obcasach jako dyrektorka
- 2001: Zostać miss jako ona sama (odc. 13)
- 2004–2006: Pierwsza miłość jako Urszula Paprocka
- 2005: Dziki 2: Pojedynek (odc. 1, 4, 5, 10) jako reporterka Ewa